# Kesunkijärvi
Kesunkijärvi är en sjö i Pajala kommun i Norrbotten och ingår i Torneälvens huvudavrinningsområde. Sjön har en area på 0,199 kvadratkilometer och ligger 253,1 meter över havet. Kesunkijärvi ligger i Torne och Kalix älvsystem Natura 2000-område.

## Delavrinningsområde
Kesunkijärvi ingår i det delavrinningsområde (758063-181111) som SMHI kallar för Ovan VDRID = Säynäjäjoki i Muonioälvens vattendra*. Medelhöjden är 278 meter över havet och ytan är 35,74 kvadratkilometer. Räknas de 264 avrinningsområdena uppströms in blir den ackumulerade arean 8 362,6 kvadratkilometer. Muonioälven (Njärrejåkkå) som avvattnar avrinningsområdet har biflödesordning 2, vilket innebär att vattnet flödar genom totalt 2 vattendrag innan det når havet efter 347 kilometer. Avrinningsområdet består mestadels av skog (85 procent). Avrinningsområdet har 1,03 kvadratkilometer vattenytor vilket ger det en sjöprocent på 2,9 procent.